# Bogusław Mamiński
Bogusław Mamiński (18 dicembre 1955) è un ex siepista polacco.

## Palmarès
| Anno | Manifestazione       | Sede      | Evento       | Risultato | Prestazione | Note |
| ---- | -------------------- | --------- | ------------ | --------- | ----------- | ---- |
| 1980 | Giochi olimpici      | Mosca     | 3000 m siepi | 7º        | 8'19"43     |      |
| 1982 | Europei              | Atene     | 3000 m siepi | Argento   | 8'19"22     |      |
| 1983 | Mondiali             | Helsinki  | 3000 m siepi | Argento   | 8'17"03     |      |
| 1984 | Giochi dell'Amicizia | Mosca     | 3000 m siepi | Oro       |             |      |
| 1986 | Europei              | Stoccarda | 3000 m siepi | Finale    | dnf         |      |
| 1987 | Mondiali             | Roma      | 3000 m siepi | Batterie  | 8'24"32     |      |
| 1988 | Giochi olimpici      | Seul      | 3000 m siepi | 8º        | 8'15"97     |      |
| 1990 | Europei              | Spalato   | 3000 m siepi | Batterie  | 8'24"82     |      |

## Campionati nazionali
1978
- Oro ai campionati polacchi di corsa campestre - 16'09"

1981
- Oro ai campionati polacchi di corsa campestre - 17'42"

1983
- Oro ai campionati polacchi, 5000 m - 13'44"43

1987
- Oro ai campionati polacchi, 5000 m - 13'48"56

1990
- Argento ai campionati polacchi, 5000 m - 13'49"09

1991
- Argento ai campionati polacchi, 5000 m - 13'52"87
- Oro ai campionati polacchi di corsa campestre - 20'08"

## Altre competizioni internazionali
1979
- Argento al Cross dell'Altopiano ( Clusone) - 33'37"

1980
- Oro al Cross dell'Altopiano ( Clusone) - 31'37"

1981
- Oro in Coppa del mondo ( Roma), 3000 m siepi - 8'19"89
- Bronzo al Campaccio ( San Giorgio su Legnano) - 33'58"
- Oro al Cross di Alà dei Sardi ( Alà dei Sardi) - 29'55"

1982
- Bronzo al Campaccio ( San Giorgio su Legnano) - 33'26"

1984
- Bronzo alla Scarpa d'oro ( Vigevano), 7,5 km - 25'34"

1985
- Oro al Campaccio ( San Giorgio su Legnano) - 37'00"

1986
- Argento al Campaccio ( San Giorgio su Legnano) - 36'23"
- Oro al Cross di Alà dei Sardi ( Alà dei Sardi) - 33'18"